# Сиринкс

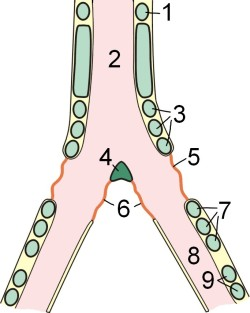
Схема строения сиринкса
1 — последнее свободное хрящевое кольцо трахеи; 2 — тимпанальный орган; 3 — первая группа колец сиринкса; 4 — козелок; 5 — боковая тимпанальная мембрана; 6 — средняя тимпанальная мембрана; 7 — вторая группа колец сиринкса; 8 — бронх; 9 — хрящевые кольца бронха

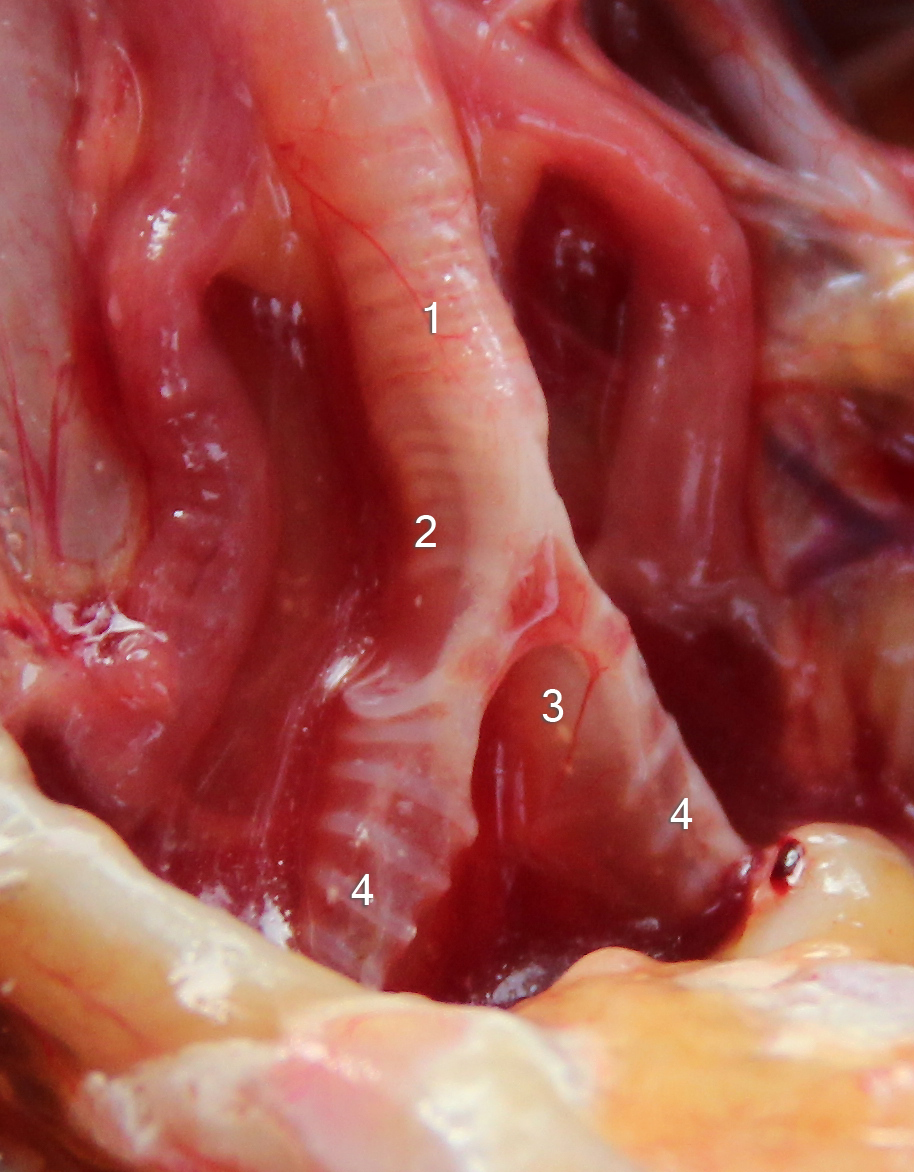
Сиринкс курицы. 1 — трахея; 2 — боковая тимпанальная мембрана; 3 — средняя тимпанальная мембрана; 4 — бронх

Сиринкс (др.-греч. σῦριγξ — «дудка», «свирель») — голосовой орган птиц. Расположен в основании трахеи (в области её разделения на бронхи). В отличие от млекопитающих, у птиц отсутствуют голосовые связки. Звук издаётся вследствие вибраций тимпанальных мембран (стенок сиринкса) и козелка, вызываемых продуванием воздуха через сиринкс. Специальные мышцы способны изменять натяжение мембран и диаметр просвета бронхов, что приводит к изменению издаваемого звука.
Сиринкс получил название от Томаса Генри Гексли в середине XIX века.
Сиринкс мог появиться у ранних птиц или ещё у их предков-динозавров. Он редко сохраняется в ископаемом состоянии, но иногда благодаря минерализации его колец это случается. По состоянию на 2016 год известны находки сиринкса позднемеловой птицы вегависа, эоценовой птицы пресбиорниса и ряд намного более молодых (плейстоценовых и голоценовых) находок.